# Yūshun Himba
 (août 2025).
Si vous disposez d'ouvrages ou d'articles de référence ou si vous connaissez des sites web de qualité traitant du thème abordé ici, merci de compléter l'article en donnant les références utiles à sa vérifiabilité et en les liant à la section « Notes et références ».
Groupe 1
Le Yūshun Himba (優駿牝馬) est une course hippique de plat se déroulant en mai sur l'hippodrome de Fuchū, à Tokyo, au Japon.
Créée en 1938, c'est une course de Grade I réservée aux pouliches de 3 ans. Elle se dispute sur la distance de 2 400 mètres. Équivalent des Oaks, le Yūshun Himba réunit les meilleures pouliches de 3 ans japonaises. C'est la deuxième manche de la Triple Couronne japonaise des pouliches (ou "Triple Tiare"), après le Oka Shō (équivalent des 1000 Guinées) et avant le Shuka Shō. L'allocation s'élève à ¥ 302 400 000 ¥. Le record de l'épreuve appartient à Loves Only You, avec un chrono de 2'22"800 en 2019. 
Sept pouliches sont parvenus à boucler la Triple Tiare : 
- 1986 – Mejiro l'Amone (Mogami)
- 2003 – Still in Love (Sunday Silence)
- 2010 – Apapane (King Kamehameha)
- 2012 – Gentildonna (Deep Impact)
- 2018 – Almond Eye (Lord Kanaloa)
- 2020 – Daring Tact[2] (Epiphaneia)
- 2023 – Liberty Island (Duramente)

## Palmarès depuis 1990
| Année | Vainqueur             | Père                          | Jockey                            | Entraîneur                 | Propriétaire                          | Deuxième          | Troisième         | Temps   |
| ----- | --------------------- | ----------------------------- | --------------------------------- | -------------------------- | ------------------------------------- | ----------------- | ----------------- | ------- |
| 2023  | Liberty Island        | Duramente                     | Yuga Kawada                       | Mitsumasa Nakauchida       | Sunday Racing                         | Harper            | Dura              | 2'23"10 |
| 2022  | Stars On Earth        | Duramente                     | Christophe Lemaire                | Mizuki Takayanagi          | Shadai Horse Race Co                  | Stunning Rose     | Namur             | 2'23"90 |
| 2021  | Uberleben             | Gold Ship                     | Mirco Demuro                      | Takahisa Tezuka            | K. Thoroughbred Club Ruffian          | Akaitorino Musume | Hagino Pilina     | 2'24"50 |
| 2020  | Daring Tact           | Epiphaneia                    | Kohei Matsuyama                   | Haruki Sugiyama            | Normandy Thoroughbred Racing          | Win Marilyn       | Win Mighty        | 2'24"40 |
| 2019  | Loves Only You        | Deep Impact                   | Mirco Demuro                      | Yoshito Yahagi             | Dmm Dream Club                        | Curren Bouquetdor | Chrono Genesis    | 2'22"80 |
| 2018  | Almond Eye            | Lord Kanaloa                  | Christophe Lemaire                | Sakae Kunieda              | Silk Racing                           | Lily Noble        | Lucky Lilac       | 2'23"80 |
| 2017  | Soul Stirring         | Frankel                       | Christophe Lemaire                | Kazuo Fujisawa             | Shadai Horse Race Co                  | Mozu Katchan      | Admire Miyabi     | 2'24"10 |
| 2016  | Sinhalite             | Deep Impact                   | Kenichi Ikezoe                    | Sei Ishizaka               | U Carrot Farm                         | Cecchino          | Biche             | 2'25"00 |
| 2015  | Mikki Queen           | Deep Impact                   | Suguru Hamanaka                   | Yasuo Ikee                 | Mizuki Noda                           | Rouge Buck        | Culminar          | 2'25"00 |
| 2014  | Nuovo Record          | Heart's Cry                   | Yasunari Iwata                    | Makoto Saito               | Reiko Hara                            | Harp Star         | Bounce Shasse     | 2'25"80 |
| 2013  | Meisho Mambo          | Suzuka Mambo                  | Koshiro Take                      | Akihiro Iida               | Yoshio Matsumoto                      | Ever Blossom      | Denim And Ruby    | 2'25"20 |
| 2012  | Gentildonna           | Deep Impact                   | Yuga Kawada                       | Sei Ishziaka               | Sunday Racing                         | Verxina           | Ice Follies       | 2'23"60 |
| 2011  | Erin Court            | Durandal                      | Hiroki Goto                       | Kazuhide Sasada            | Teruya Yoshida                        | Pure Brise        | Whale Capture     | 2'25"70 |
| 2010  | Apapane Saint Emilion | King Kamehameha Zenno Rob Roy | Masayoshi Ebina Norihiro Yokoyama | Sakae Kunieda Masaaki Koga | Kaneko Makoto Holdings Teruya Yoshida |                   | Agnes Waltz       | 2'29"90 |
| 2009  | Buena Vista           | Special Week                  | Katsumi Ando                      | Hiroyoshi Matsuda          | Sunday Racing                         | Red Desire        | Germinal          | 2'26"10 |
| 2008  | Tall Poppy            | Jungle Pocket                 | Kenichi Ikezoe                    | Katsuhiko Sumii            | Carrot Farm                           | F T Maia          | Reginetta         | 2'28"80 |
| 2007  | Robe Decollete        | Cozzene                       | Yuichi Fukunaga                   | Shigeki Matsumoto          | Koji Maeda                            | Bella Rheia       | Love Caerna       | 2'25"30 |
| 2006  | Kawakami Princess     | King Halo                     | Masaru Honda                      | Katsuichi Nishiura         | Mitsuishi Kawakami Bokujo             | Fusaichi Pandora  | Asahi Rising      | 2'26"20 |
| 2005  | Cesario               | Special Week                  | Yuichi Fukunaga                   | Katsuhiko Sumii            | Carrot Farm Co.                       | Air Messiah       | Dia de La Novia   | 2'28"80 |
| 2004  | Daiwa El Cielo        | Sunday Silence                | Yuichi Fukunaga                   | Kunihide Matsuda           | Daiwa Shoji                           | Sweep Tosho       | Yamanin Alabaster | 2'27"20 |
| 2003  | Still In Love         | Sunday Silence                | Hideaki Miyuki                    | Shoichi Matsumoto          | North Hills Management Co.            | Chunyi            | Shinko Ruby       | 2'27"50 |
| 2002  | Smile Tomorrow        | White Muzzle                  | Yutaka Yoshida                    | Kazuhiro Seishi            | Masatake Iida                         | Chapel Concert    | Yu Carat          | 2'27"70 |
| 2001  | Lady Pastel           | Tony Bin                      | Kent Desormeaux                   | Kiyotaka Tanaka            | Lord Horse Club                       | Rosebud           | T M Ocean         | 2'26"30 |
| 2000  | Silk Prima Donna      | Brian's Time                  | Shinja Fujita                     | Kenji Yamauchi             | Silk Racing                           | Cheers Grace      | Olive Crown       | 2'30"20 |
| 1999  | Umeno Fiber           | Sakura Yutaka O               | Masayoshi Ebina                   | Ikuo Aizawa                | T Umezaki                             | To The Victory    | Primo Ordine      | 2'26"90 |
| 1998  | Erimo Excel           | Rodrigo de Triano             | Hitoshi Matoba                    | Keiji Kato                 | Shinichi Yamamoto                     | Air Deja Vu       | Phalaenopsis      | 2'28"10 |
| 1997  | Mejiro Dober          | Mejiro Ryan                   | Yutaka Yoshida                    | Yokichi Okubo              | Mejiro Shoji                          | Nanayo Wing       | Daiichi Cigar     | 2'27"70 |
| 1996  | Air Groove            | Tony Bin                      | Yutaka Take                       | Yuji Ito                   | Satoshi Yoshihara                     | Fight Gulliver    | Little Audrey     | 2'29"10 |
| 1995  | Dance Partner         | Sunday Silence                | Yutaka Take                       | Katsumi Yoshida            | Toshiaki Shirai                       | Yuki Vivace       | Wonder Perfume    | 2'26"70 |
| 1994  | Chokai Carol          | Brian's Time                  | Sadahiro Kojima                   | Akio Tsurudome             | Kaichi Nitta                          | Golden Jack       | Agnes Parade      | 2'27"50 |
| 1993  | Vega                  | Tony Bin                      | Yutaka Take                       | Hiroyoshi Matsuda          | Kazuko Yoshida                        | Yukino Bijin      | Max Jolly         | 2'27"30 |
| 1992  | Adorable              | Northern Taste                | Yoshiyuki Muramoto                | Minoru Kobayashi           | Haruo Negishi                         | Sanei Thank You   | Kyowa Hoseki      | 2'28"90 |
| 1991  | Isono Roubles         | Russian Roubles               | Mikio Matsunaga                   | Hisao Shimizu              | Toshio Isono                          | Sister Tosho      | Twin Voice        | 2'27"80 |
| 1990  | Eishin Sunny          | Mill George                   | Shigehiko Kishi                   | Masanori Sakaguchi         | Toyomitsu Hirai                       | Agnes Flora       | Kelly Bag         | 2'26"10 |

## Vainqueurs précédents
- 1938 - Asteri Mor
- 1939 - Hoshi Homare
- 1940 - Rounella
- 1941 - Tetsu Banzai
- 1942 - Rock States
- 1943 - Kurifuji
- 1944 - no race
- 1945 - no race
- 1946 - Mitsumasa
- 1947 - Tokitsukaze
- 1948 - Yashima Hime
- 1949 - King Night
- 1950 - Koma Minoru
- 1951 - Kiyo Fuji
- 1952 - Swee Sue
- 1953 - Jitsu Homare
- 1954 - Yamaichi
- 1955 - Hiroichi
- 1956 - Fair Manna
- 1957 - Miss Onward
- 1958 - Miss Marusa
- 1959 - Okan
- 1960 - Star Roch
- 1961 - Chitose Hope
- 1962 - O Hayabusa
- 1963 - I.T.O.
- 1964 - Kane Keyaki
- 1965 - Bellona
- 1966 - Hiro Yoshi
- 1967 - Yama Pit
- 1968 - Lupinus
- 1969 - Shadai Tarquin
- 1970 - Jupique
- 1971 - Kane Himuro
- 1972 - Take Fubuki
- 1973 - Nasuno Chigusa
- 1974 - Toko Elsa
- 1975 - Tesco Gaby
- 1976 - Titania
- 1977 - Linear Queen
- 1978 - Five Hope
- 1979 - Agnes Lady
- 1980 - Kei Kiroku
- 1981 - Temmon
- 1982 - Shadai Ivor
- 1983 - Dyna Carle
- 1984 - Tokai Roman
- 1985 - Noah no Hakobune
- 1986 - Mejiro Ramonu
- 1987 - Max Beauty
- 1988 - Cosmo Dream
- 1989 - Light Color